# Xxx in VOGUE
『xxx in VOGUE』（イン・ボーグ）は松田樹利亜のアルバム。

## 概要
アルバム・タイトル曲となっている初のインスト及び「僕のカケラ」のリテイク・バージョンを収録。アルバム・タイトルの「xxx」は愛情表現の意味としているが、その部分は読まない。

## 収録曲
1. xxx in VOGUE
2. サイレントスパイダー
3. 静と動の涙
4. STARING
5. 私の悲鳴
6. Especial Thanks
7. Jekyll & Hyde
8. INNER VOICE
9. Mr. G
10. MELLOW
11. 僕のカケラ

作詞：松田樹利亜(#2 - 11)
作曲・編曲：鈴木慎一郎(#ALL)